# Europacup II 1984/85
De 25ste editie van de Beker der Bekerwinnaars werd gewonnen door het Engelse Everton FC in de finale tegen het Oostenrijkse SK Rapid Wien. 

## Eerste ronde
| Team #1                              | Tot.             | Team #2            | 1ste wed | 2de wed |
| ------------------------------------ | ---------------- | ------------------ | -------- | ------- |
| Bayern München                       | 6 - 2            | Moss FK            | 4 - 1    | 2 - 1   |
| Trakia Plovdiv                       | 5 - 1            | Union Luxemburg    | 4 - 0    | 1 - 1   |
| AS Roma                              | 1 - 0            | Steaua Boekarest   | 1 - 0    | 0 - 0   |
| Wrexham AFC                          | 4 (uitgoals) - 4 | FC Porto           | 1 - 0    | 3 - 4   |
| TJ Internacional Slovnaft Bratislava | 2 - 1            | Kuusysi Lahti      | 2 - 1    | 0 - 0   |
| UC Dublin                            | 0 - 1            | Everton FC         | 0 - 0    | 0 - 1   |
| KB Kopenhagen                        | 0 - 3            | Fortuna Sittard    | 0 - 0    | 0 - 3   |
| Wisła Kraków                         | 7 - 3            | ÍBV Vestmannaeyjar | 4 - 2    | 3 - 1   |
| Malmö FF                             | 3 - 4            | Dynamo Dresden     | 2 - 0    | 1 - 4   |
| FC Metz                              | 6 - 5            | FC Barcelona       | 2 - 4    | 4 - 1   |
| SK Rapid Wien                        | 5 - 2            | Beşiktaş JK        | 4 - 1    | 1 - 1   |
| KAA Gent                             | 1 - 3            | Celtic FC          | 1 - 0    | 0 - 3   |
| Siófoki Bányász                      | 1 - 3            | AE Larissa         | 1 - 1    | 0 - 2   |
| APOEL Nicosia                        | 1 - 6            | Servette Genève    | 0 - 3    | 1 - 3   |
| Dinamo Moskou                        | 6 - 2            | Hajduk Split       | 1 - 0    | 5 - 2   |
| Ballymena United                     | 1 - 3            | Hamrun Spartans    | 0 - 1    | 1 - 2   |

## Tweede ronde
| Team #1                              | Tot.  | Team #2         | 1ste wed | 2de wed |
| ------------------------------------ | ----- | --------------- | -------- | ------- |
| Bayern München                       | 4 - 3 | Trakia Plovdiv  | 4 - 1    | 0 - 2   |
| AS Roma                              | 3 - 0 | Wrexham AFC     | 2 - 0    | 1 - 0   |
| TJ Internacional Slovnaft Bratislava | 0 - 4 | Everton FC      | 0 - 1    | 0 - 3   |
| Fortuna Sittard                      | 3 - 2 | Wisła Kraków    | 2 - 0    | 1 - 2   |
| Dynamo Dresden                       | 3 - 1 | FC Metz         | 3 - 1    | 0 - 0   |
| SK Rapid Wien                        | 4 - 1 | Celtic FC       | 3 - 1    | 1 - 0   |
| AE Larissa                           | 3 - 1 | Servette Genève | 2 - 1    | 1 - 0   |
| Dynamo Moskou                        | 6 - 0 | Hamrun Spartans | 5 - 0    | 1 - 0   |

## Kwartfinale
| Team #1        | Tot.  | Team #2         | 1ste wed | 2de wed |
| -------------- | ----- | --------------- | -------- | ------- |
| Bayern München | 4 - 1 | AS Roma         | 2 - 0    | 2 - 1   |
| Everton FC     | 5 - 0 | Fortuna Sittard | 3 - 0    | 2 - 0   |
| Dynamo Dresden | 3 - 5 | SK Rapid Wien   | 3 - 0    | 0 - 5   |
| AE Larissa     | 0 - 1 | Dynamo Moskou   | 0 - 0    | 0 - 1   |

## Halve finale
| Team #1        | Tot.  | Team #2       | 1ste wed | 2de wed |
| -------------- | ----- | ------------- | -------- | ------- |
| Bayern München | 1 - 3 | Everton FC    | 0 - 0    | 1 - 3   |
| SK Rapid Wien  | 4 - 2 | Dynamo Moskou | 3 - 1    | 1 - 1   |

## Finale
| Team #1    | Uitsl. | Team #2       |
| ---------- | ------ | ------------- |
| Everton FC | 3 - 1  | SK Rapid Wien |

De Kuip, Rotterdam
15 mei 1985

Opkomst: 50 000 toeschouwers

Scheidsrechter:  Casarin

Scorers: 57' Gray 1-0, 72' Steven 2-0, 83' Krankl 2-1, 85' Sheedy 3-1

Everton (trainer Kendall):

Southall; Stevens, Van den Hauwe, Ratcliffe, Mountfield; Reid, Steven, Bracewell, Sheedy; Gray, Sharp

Rapid Wien (trainer Otto Baric):

Konsel; Lainer, Weber, Garger, Brauneder; Hrstic, Kranjcar, Kienast, Weinhofer (Panenka);Pacult (Gröss), Krankl